# Hans Hedermann
Hans Hedermann (* 14. Dezember 1897 in Wolmirstedt; † 6. August 1978 in Goslar) war ein deutscher Politiker (SPD).

## Leben
Hedermann besuchte die Volksschule und im Anschluss das Lehrerseminar in Braunschweig. Er war im Ersten Weltkrieg Kriegsteilnehmer und zuletzt Reserveoffizier. Zwischen  1920 und 1923 hatte er eine Tätigkeit als Hauslehrer in Brasilien inne und besuchte nach seiner Rückkehr von 1923 bis 1925 die Technische Hochschule in Braunschweig in den Fächern Pädagogik und Nationalökonomie. Im Anschluss nahm er seine Tätigkeit als Lehrer auf.
Nach der Machtergreifung im Jahr 1933 wurde er als Reichsbannerführer und 2. Vorsitzender der SPD Braunschweig-Stadt verhaftet. Es folgte seine Entlassung aus dem Schuldienst. Während des Krieges war er zunächst als Arbeiter und später in leitender Stellung in der Wirtschaft beschäftigt.
Nach dem Krieg erfolgte im Jahr 1945 seine Wiedereinstellung als Staatsbeamter. 1947 schied er als Regierungsrat aus dem Staatsdienst aus. Im Folgenden war er Arbeitsdirektor der Harzer und Unterharzer Berg- und Hüttenwerke.

## Öffentliche Ämter
Hedermann wurde in der zweiten Wahlperiode zum Mitglied des Niedersächsischen Landtages vom 6. Mai 1951 bis 5. Mai 1955 gewählt.

## Quelle
- Barbara Simon: Abgeordnete in Niedersachsen 1946–1994. Biographisches Handbuch. Hrsg. vom Präsidenten des Niedersächsischen Landtages. Niedersächsischer Landtag, Hannover 1996, S. 145.

| Personendaten    | Personendaten                  |
| ---------------- | ------------------------------ |
| NAME             | Hedermann, Hans                |
| KURZBESCHREIBUNG | deutscher Politiker (SPD), MdL |
| GEBURTSDATUM     | 14. Dezember 1897              |
| GEBURTSORT       | Wolmirstedt                    |
| STERBEDATUM      | 6. August 1978                 |
| STERBEORT        | Goslar                         |